# Phison Rupes
Phison Rupes és una formació geològica de tipus rupes a la superfície de Mart, localitzada amb el sistema de coordenades planetocèntriques a 28.23 latitud N i 51.37 ° longitud E, que fa 203.07 km de diàmetre. El nom va ser aprovat per la UAI l'any 1976 i fa referència a una característica d'albedo.